# گای ترجانیان
گای ترجانیان (فرانسوی: Guy Terjanian‎) ریاضی‌دان ارمنی‌تبار اهل فرانسه است که بر روی نظریه نظریه اعداد کارکرده است. وی مدرک پی‌اچ‌دی خویش را در سال ۱۹۶۶ تحت نظارت کلود شوواله کسب نموده است. و در همان زمان یک مثال نقض منتشر نموده است.
در ۱۹۹۷ او ثابت کرد که اگر p یک عدد فرد اول باشد و اعداد طبیعی x,y,z در معادله فلان صدق کند {\displaystyle x^{2p}+y^{2p}=z^{2p}}, آنگاه 2p باید بر x یا y بخش پذیر باشد

## برای مطالعهٔ بیشتر
- math.unicaen.fr article Topic: Arithmetic & geometry